# سانتیاگو هیرسیگ
سانتیاگو هیرسیگ (انگلیسی: Santiago Hirsig؛ زادهٔ ۱۲ ژانویهٔ ۱۹۷۸) بازیکن فوتبال اهل آرژانتین است.
از باشگاه‌هایی که در آن بازی کرده‌است می‌توان به باشگاه فوتبال آرسنال ساراندی، باشگاه ورزشی سن لورنسو آلماگرو، باشگاه فوتبال اتلتیکو هوراکان، و باشگاه فوتبال اسپورتینگ کانزاس‌سیتی اشاره کرد.